# Edwin Brant Frost
Edwin Brant Frost II, född 14 juli 1866 i Brattleboro, Vermont, USA, död 14 juli 1935 i Chicago, var en amerikansk astronom. Hans forskning var inriktad på bestämning av radiell hastighet med hjälp av stjärnspektroskopi och spektroskopiska dubbelstjärnor. 

## Biografi
Frost var son till Carlton Pennington Frost, dekanus för Dartmouth Medical School. Han utexaminerades från Dartmouth 1886 och fortsatte sin utbildning som doktorand i kemi och blev 1887 instruktör i fysik då han var endast 21 år gammal. År 1890 åkte Frost utomlands till Europa och forskade om stjärnspektroskopi under Hermann Vogel i Potsdam. Han återvände till Dartmouth 1892 som biträdande professor i astronomi. 
Frost trivdes med aktiviteter utomhus och utövade golf, simning och skridskoåkning. Han tyckte också om musik och litteratur. År 1896 gifte han sig med Mary E. Hazard. De fick tre barn, Katharine, Frederick och Benjamin. Han dog 1935 i Chicago av bukhinneinflammation. 

## Vetenskapligt arbete
Frost började arbeta i Yerkes observatoriums stab 1898 och blev observatoriets direktör 1905 när George Hale avgick. Han innehade denna position fram till sin pensionering 1932. Han var redaktör för Astrophysical Journal från 1902 till 1932, där känd för sin noggranna uppmärksamhet på detaljer. År 1915 förlorade han synen på sitt högra öga och 1921 även det vänstra. Trots sin blindhet fortsatte han att arbeta i elva år till sin pensionering 1932.
Frosts forskning fokuserade på bestämning av radiell hastighet med hjälp av stjärnspektroskopi och spektroskopiska dubbelstjärnor. År 1902 upptäckte han det märkliga beteendet hos Beta Cephei, som senare blev prototypen för Beta Cephei variabla stjärnor.
Frost spelade en viktig roll i att föra Otto Struve till USA, när den senare levde som en utarmad flykting i Turkiet efter den ryska revolutionen. Han stödde senare utnämningen av Struve till sin efterträdare som direktör för Yerkes Observatory.

## Eftermäle
Asteroid 854 Frostia är uppkallad efter honom, liksom månkratern Frost på månens baksida.